# قطبی شدن گروه
در روان‌شناسی اجتماعی قطبی شدن نظرات در گروه به گرایش گروه‌ها به گرفتن تصمیماتی گفته می‌شود که نسبت به تمایلات ابتدایی اعضای آنها افراطی تر است. اگر تمایلات ابتدایی افراد ریسکی باشد این تصمیمات متمایل به ریسک بیشتر و اگر تمایلات ابتدایی افراد محتاطانه باشد، متمایل به احتیاط بیشترند. این پدیده نیز برقرار است که نگرش گروه نسبت به یک وضعیت ممکن است تغییر کند، به این ترتیب که نگرش‌های ابتدایی افراد در پی بحث گروهی تقویت و تشدید شود.